# اسقف‌یار

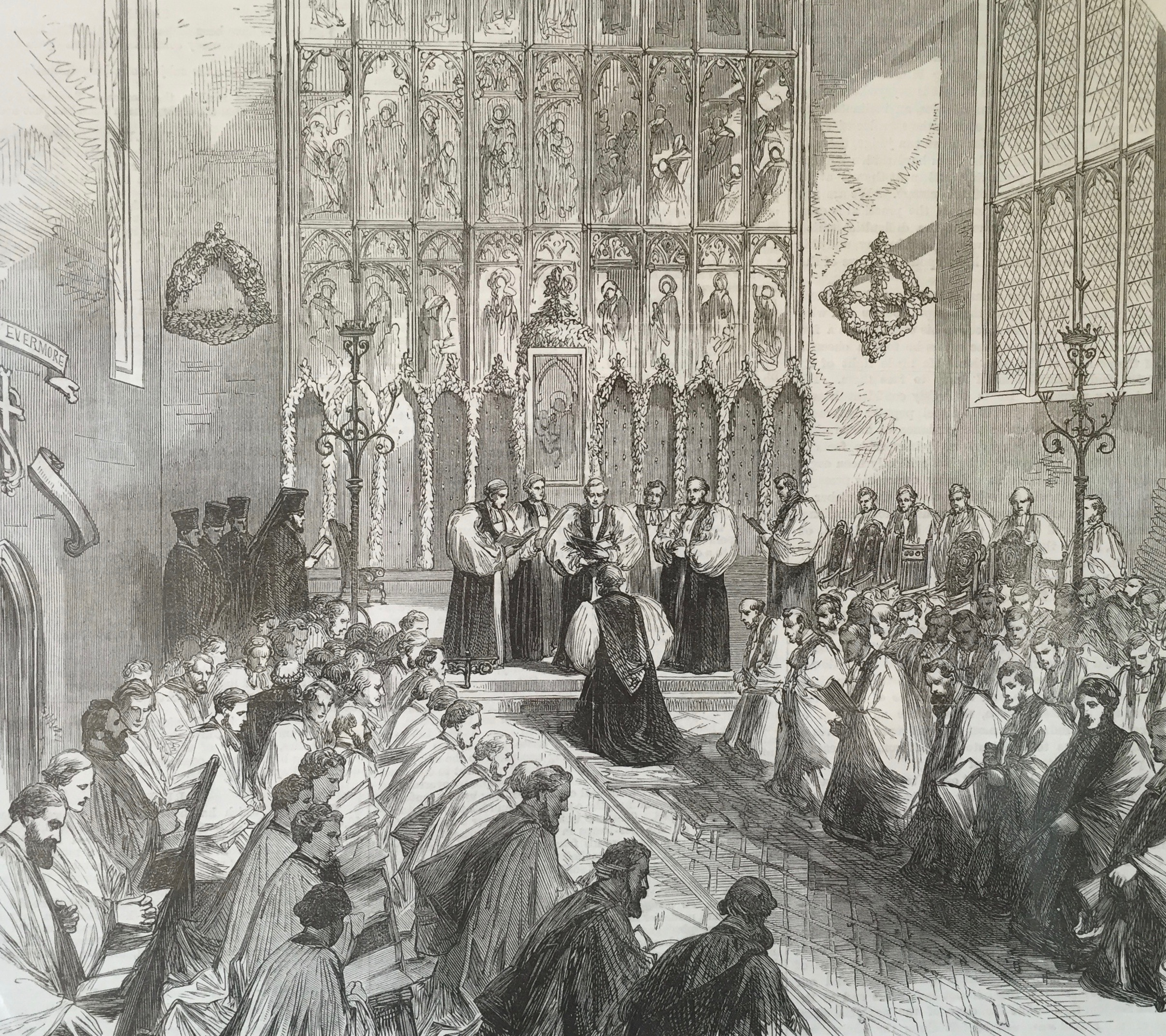
اسقف‌یار

در مسیحیت به اسقف تابع اسقف ارشدتر، اسقف‌یار (انگلیسی: Suffragan bishop) می‌گویند.
سراسقف معمولاً در حوزه ولایت کلیسایی خود بر چند اسقف نظارت و حکمرانی دارد؛ این اسقف‌ها که زیر نظر سراسقف عمل می‌کنند اصطلاحاً اسقف‌یار نیز نامیده می‌شوند.
اسقف‌یارها به‌طور معمول صلاحیت صدور احکام دینی را ندارند و به مناطقی منصوب می‌شوند که کلیسای جامع ویژه خود را ندارد. حق و حقوق و نوع تعامل سراسقف با اسقف‌یار در قانون‌نامه کلیسایی (Codex Iuris Canonici) نگاشته شده است.